# Église Saint-Pierre-et-Saint-Paul d'Ispagnac
Pour les articles homonymes, voir Église Saint-Pierre-et-Saint-Paul.
L'église Saint-Pierre-et-Saint-Paul d'Ispagnac est une église située sur la commune française d'Ispagnac, dans le département de la Lozère. 

## Histoire
L'église date du XIIe – XVe siècle.
Elle fait l'objet d'un classement au titre des monuments historiques depuis 1920.
Plusieurs objets sont référencés dans la base Palissy (voir les notices liées).